# La Móra Comdal
|  | Aquest article tracta sobre l'entitat de població del municipi d'Odèn. Vegeu-ne altres significats a «Móra». |

La Móra Comdal és una de les nou entitats de població del municipi d'Odèn (Solsonès).

## Situació
Està situada a la banda occidental del municipi a la part alta de la vall del riu de la Móra que escola les seves aigües directament cap al Segre. No té cap nucli de poblament agrupat.

## Demografia
| Evolució demogràfica |            |            |            |                   |                   |                   |       |
| Any                  | Nucli urbà | Nucli urbà | Nucli urbà | Poblament dispers | Poblament dispers | Poblament dispers | Total |
| Any                  | Homes      | Dones      | Total      | Homes             | Dones             | Total             | Total |
| 2000                 | 0          | 0          | 0          | 1                 | 0                 | 1                 | 1     |
| 2001                 | 0          | 0          | 0          | 1                 | 0                 | 1                 | 1     |
| 2002                 | 0          | 0          | 0          | 1                 | 0                 | 1                 | 1     |
| 2003                 | 0          | 0          | 0          | 1                 | 0                 | 1                 | 1     |
| 2004                 | 0          | 0          | 0          | 1                 | 0                 | 1                 | 1     |
| 2005                 | 0          | 0          | 0          | 1                 | 0                 | 1                 | 1     |
| 2006                 | 0          | 0          | 0          | 2                 | 0                 | 2                 | 2     |
| 2007                 | 0          | 0          | 0          | 2                 | 0                 | 2                 | 2     |
| 2008                 | 0          | 0          | 0          | 2                 | 0                 | 2                 | 2     |
| Font: INE            |            |            |            |                   |                   |                   |       |